# Hanbō

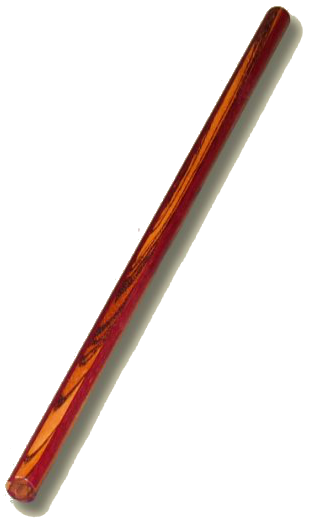
Un hanbō.

Le hanbō (半棒, littéralement « demi-bō ») est un bâton d'environ 90 cm assimilé à la canne de marche (et non au bâton de marche).
Parfois truqué, creux, pouvant contenir des messages, des poudres ou des poisons, ou dévoilant des lames dissimulées, le hanbō constitue une arme à la croisée des autres armes.